# Lygus lupini
Lygus lupini är en insektsart som beskrevs av Schwartz in Schwartz och Foottit 1998. Lygus lupini ingår i släktet Lygus och familjen ängsskinnbaggar. Inga underarter finns listade i Catalogue of Life.